# Магасива, Пуа
Пуа Магасива (англ. Pua Magasiva; 10 августа 1980, Апиа, Самоа — 11 мая 2019, Веллингтон, Новая Зеландия) — новозеландский актёр кино и телевидения самоанского происхождения, известный по роли Красного рейнджера ветра в сериалах о Могучих рейнджерах и медбрата Винни Круза в сериале «Шортланд-стрит».

## Биография
Пуа Магасива родился на Самоа в 1980 году. Когда мальчику было два года, его семья переехала в Веллингтон (Новая Зеландия). Помимо Пуа, в семье было ещё четверо сыновей и дочь.
Старший брат Пуа, Робби Магасива, первым из братьев начал сниматься в кино, и первые попытки Пуа стать актёром были сделаны по его совету. В 1999 году он сыграл в одном из эпизодов популярного новозеландского сериала «Шортланд-стрит». Его персонаж, Элвис Иосефа, не стал постоянным действующим лицом сериала, но в 2003 году Магасива вернулся в «Шортланд-стрит» на более долгосрочную роль — медбрата Винни Круза. В том же году он получил одну из главных ролей — Красного рейнджера ветра (Шейна Кларка) — в очередном сезоне сериала о Могучих рейнджерах — «Могучие рейнджеры: Ниндзя Шторм». Эти две роли принесли молодому актёру популярность у зрителей. Магасива оставался в постоянном составе актёров сериала до 2006 года, а затем, в 2011 году, вернулся на ту же роль, которую продолжал исполнять до 2018 года, в общей сложности снявшись в 451 серии «Шортланд-стрит». Другие успешные роли были сыграны Пуа Магасивой в фильме 2006 года «Самоанская свадьба» (в новозеландском прокате — «Свадьба Сионы»), где вместе с ним снялся Робби. С 2015 года Пуа вёл утреннюю программу на радиостанции Flava, и в сериале «Неприличное везение». 
Успешная актёрская карьера Магасивы в последние годы сочеталась с трудностями с законом. Он четырежды был арестован за езду в нетрезвом состоянии. Первые два нарушения были зафиксированы в 2003 и 2005 годах, третье в октябре 2017 года, а после третьего нарушения, в начале 2018 года, актёр был приговорён к 80 часам общественных работ, а его водительские права аннулированы на 13 месяцев. После этого он был уволен с радиостанции Flava. В то же время в 2017 году Магасива был в числе граждан, спасавших из горящей машины водителя, врезавшегося в дерево на автостраде под Оклендом. Действия этой группы высоко оценила полиция. Магасива также в течение нескольких лет был активистом Гленфилдского отделения Армии спасения.
В браке с первой женой, Кортни, у Пуа Магасивы родилась дочь Жасмин. Пуа и Кортни поженились в 2012 году и расстались три года спустя. Со своей будущей второй женой Элизабет (Лизз) Сандлер, разведённой учительницей начальной школы, Магасива познакомился в 2016 году через Instagram и в октябре 2017 года сделал ей предложение руки и сердца. Свадьба состоялась в апреле 2018 года. В семейной жизни, однако, достаточно скоро начались проблемы, достигшие кульминации в июне 2018 года, когда, находясь в ресторане с друзьями, Магасива плюнул в жену и захватил её голову в удушающий захват. В других случаях Пуа разбивал сотовые телефоны жены и бил кулаками стены и двери, пробивая в них дыры. После нападения в апреле 2018 года Лизз обратилась в суд, и в ноябре Магасива признал себя виновным по одному пункту обвинения в семейном насилии. В апреле 2019 года судья, вынося приговор, принял временное решение о неразглашении его деталей, включая имена участников, чтобы дать возможность апелляции в следующей инстанции. Однако уже 11 мая Магасива был найден мёртвым у себя дома. Причиной смерти было названо самоубийство. В декабре 2019 года запрет на разглашение деталей дела был снят, после чего история домашнего насилия в семье Магасивы стала достоянием гласности.

## Фильмография
| Год       |     | Русское название                | Оригинальное название          | Роль                                         |
| --------- | --- | ------------------------------- | ------------------------------ | -------------------------------------------- |
| 2001      | ф   | Глаз бури                       | The Other Side of Heaven       | Финау                                        |
| 2003—2003 | с   | Могучие рейнджеры: Ниндзя Шторм | Power Rangers Ninja Storm      | Красный рейнджер ветра / The Red Wind Ranger |
| 2003—2018 | с   | Шортланд-стрит                  | Shortland Street               | Медбрат Винни Круз                           |
| 2004—2004 | с   | Могучие рейнджеры: Дино Гром    | Power Rangers Dino Thunder     | Красный рейнджер ветра / The Red Wind Ranger |
| 2004      | кор | Хака и Сива                     | Haka & Siva                    | Сива                                         |
| 2006      | ф   | Самоанская свадьба              | Sione's Wedding                | Сиона                                        |
| 2006      | кор | Брат                            | Brother                        | Ранатонга                                    |
| 2007      | ф   | 30 дней ночи                    | 30 Days of Night               | Малекаи Хэмм                                 |
| 2009—2009 | с   | Дипломатический иммунитет       | Diplomatic Immunity            | Ниу / The Niu                                |
| 2009—2009 | с   | Неприличное везение             | Outrageous Fortune             | Айзек                                        |
| 2010      | ф   | Матарики                        | Matariki                       | Констебль Вольфграм                          |
| 2011      | тф  | Паника на Рок-Айленде           | Panic at Rock Island           | Ти-Кей / TK                                  |
| 2011—2011 | с   | Восток — Запад                  | East West 101                  | Нед Ревити                                   |
| 2012      | ф   | Сиона 2: Незаконченное дело     | Sione's 2: Unfinished Business | Сиона                                        |